# Садовка (Мордовия)
Садовка — деревня Ковылкинского района Республики Мордовия в составе Троицкого сельского поселения.

## География
Находится на расстоянии примерно 10 километров на северо-запад от районного центра города Ковылкино.

## Население
Постоянное население составляло 86 человек (мордва-мокша 98 %) в 2002 году.
| 2002 | 2010 |
| ---- | ---- |
| 86   | ↘44  |